# 奥米勒
奥米勒是德国石勒苏益格-荷尔斯泰因州的一个市镇。总面积3.47平方公里，总人口3021人，其中男性1362人，女性1659人（2011年12月31日），人口密度871人/平方公里。

## 友好城市
- 法國塞夫尔河畔莫尔塔涅
- 荷蘭斯伦